# 重大戰役
重大戰役，是日本純種競賽馬匹。生涯活躍於中距離賽事，曾於2011年勝出京成盃及聖烈特紀念。

## 出賽前
2008年1月11日出生於北海道白老町白老牧場，成長途中在一口馬主俱樂部Shatai Race Horse Co. Ltd.進行馬主募集，其後交由美浦訓練中心練馬師伊藤伸一訓練。

## 競賽生涯

### 2歲
2010年10月10日出戰東京競馬場2歲新馬戰，入場後隨即因為暴走甩下騎師田中勝春，所幸在檢查過後人馬均無大礙可以可繼續出戰。比賽開始後，其隨即向前加速搶佔位置，在轉彎前稍為放慢節奏保持在遮擋位置，在直路上展開加速推進下成功以2 1/2馬位戰勝對手取得首勝。
其後選擇以東京體育盃兩歲錦標，本次比賽配合騎師田中的控制下在中團位置徐徐推進，在直路上選擇由中檔位置突破，可惜未能戰勝提早加速上前的瑞士名錶及以凌厲姿態加速的Lift the Wings，以第三的戰績完賽。
1個月後出戰公開賽希望錦標，再度採用較為後置的戰術，於直路稍為衝刺上前下敗於巴比倫王及中山騎士再度取得第三。

### 3歲
2011年1月選擇出戰三級賽京成盃，賽前取得第二人氣。比賽開始後，其隨即嘗試在先頭位置推進，保持在第二、三的位置下穩步推進。通過最後彎道進入直路後，其繼續保持不俗的衝勢展開加速，最終成功以鼻位壓制對手取得首個分級賽勝利，同時亦為練馬師伊藤伸一首個分級賽冠軍。
其後進軍經典三冠賽事，但於在皋月賞未能在直路上展開加速而以第十二落敗，其後的東京優駿（日本打吡）亦因為同樣原因跑獲第十三。
進入秋季，其選擇以聖烈特紀念作為熱身，本次比賽其在初段以較為緩慢的節奏墮入中團，一直處於遮擋狀態等待時機。進入直路後，其隨即展開衝刺並逐步突破，透出取得領先後仍然維持勢頭加速，最終得以阻止太陽神驥及瑞士名錶的攻勢獲勝。
10月23日以菊花賞作為目標，比賽途中仍然採用中團戰術展開推進，但於直路上始終未能完全加速上前，最終僅跑獲第七的戰績。

### 4歲
休養過後在2012年3月出戰日經賞，維持在中團位置下在直路無法展步上前威脅前方賽駒，最終跑獲第八的戰績。
其後仍然選擇進軍一級賽春季天皇賞，然而在直路上再度毫無衝勢，一直被其他對手壓制下以第十三大敗。
賽後，其更被發現兩前腳均出現腱鞘炎的症狀，因而進入休養狀態。

### 5歲
2013年腱鞘炎康復下原定復出出戰賽事，但於訓練途中再度患上肌腱炎，最終陣營評估其狀態後，決定安排其退役。

### 詳細賽績
| 日期       | 舉辦國家 | 馬場 | 距離   | 級別 | 賽事名稱           | 負重 | 騎師     | 馬號 | 出馬 | 名次 | 時間   | 頭馬（二馬）       |
| ---------- | -------- | ---- | ------ | ---- | ------------------ | ---- | -------- | ---- | ---- | ---- | ------ | ------------------ |
| 10/10/2010 | 日本     | 東京 | 草1800 |      | 2歲新馬            | 55   | 田中勝春 | 11   | 4    | 1    | 1:51.9 | （Satono Pegasus） |
| 20/11/2010 | 日本     | 東京 | 草1800 | GIII | 東京體育盃兩歲錦標 | 55   | 田中勝春 | 16   | 6    | 3    | 1:47.9 | 瑞士名錶           |
| 26/12/2010 | 日本     | 中山 | 草2000 | OP   | 希望錦標           | 55   | 田中勝春 | 10   | 1    | 3    | 2:00.9 | 巴比倫王           |
| 16/1/2011  | 日本     | 中山 | 草2000 | GIII | 京成盃             | 56   | 田中勝春 | 16   | 2    | 1    | 2:00.9 | （Debonair）       |
| 24/4/2011  | 日本     | 東京 | 草2000 | GI   | 皋月賞             | 57   | 田中勝春 | 18   | 14   | 12   | 2:02.0 | 黄金巨匠           |
| 29/5/2011  | 日本     | 東京 | 草2400 | GI   | 東京優駿           | 57   | 田中勝春 | 18   | 8    | 13   | 2:33.2 | 黄金巨匠           |
| 18/9/2011  | 日本     | 中山 | 草2200 | GII  | 聖烈特紀念         | 56   | 柴田善臣 | 17   | 11   | 1    | 2:10.3 | （太陽神驥）       |
| 23/10/2011 | 日本     | 京都 | 草3000 | GI   | 菊花賞             | 57   | 柴田善臣 | 18   | 5    | 7    | 3:04.0 | 黄金巨匠           |
| 23/3/2012  | 日本     | 中山 | 草2500 | GII  | 日經賞             | 56   | 柴田善臣 | 14   | 10   | 8    | 2:38.8 | 貓之拳             |
| 29/4/2012  | 日本     | 京都 | 草3200 | GI   | 春季天皇賞         | 58   | 柴田善臣 | 18   | 13   | 13   | 3:15.7 | 霹靂戰駒           |

## 退役後
退役後，重大戰役並未入種，而是在茨城縣土浦市馬匹公園銀河休養，作為乘騎馬使用。
2018年，其被轉移至群馬縣前橋市群馬縣馬事公苑，繼續作為乘騎馬使用，同時亦為公苑內的吉祥物。

## 血統簡介
父系黃金旅程為日本賽駒，生涯戰績不俗，曾勝出香港瓶，退役後配種成績亦非常優秀。祖父週日寧靜是美國三冠賽雙料冠軍馬，退役後在日本配種，在日本馬壇相當成功，贏得多項分級賽事，其子嗣贏得巨額獎金。
母系Fete du Vin為日本賽駒，生涯僅勝出條件戰級別的賽事。外祖父目白麥昆亦爲日本賽駒，生涯戰績彪炳，曾連霸春季天皇賞，被譽爲日本賽馬史上最強的長途馬之一。

### 血統表
| 父線：週日寧靜系（Halo系）          |                                  |                |                 |
| 種馬 黃金旅程 1994年（深棗色）      | 週日寧靜 1986年（棕色）          | Halo           | Hail to Reason  |
| 種馬 黃金旅程 1994年（深棗色）      | 週日寧靜 1986年（棕色）          | Halo           | Cosmah          |
| 種馬 黃金旅程 1994年（深棗色）      | 週日寧靜 1986年（棕色）          | Wishing Well   | Understanding   |
| 種馬 黃金旅程 1994年（深棗色）      | 週日寧靜 1986年（棕色）          | Wishing Well   | Mountain Flower |
| 種馬 黃金旅程 1994年（深棗色）      | Golden Sash 1988年（栗色）       | Dictus         | Sanctus         |
| 種馬 黃金旅程 1994年（深棗色）      | Golden Sash 1988年（栗色）       | Dictus         | Doronic         |
| 種馬 黃金旅程 1994年（深棗色）      | Golden Sash 1988年（栗色）       | Dyna Sash      | 北方風味        |
| 種馬 黃金旅程 1994年（深棗色）      | Golden Sash 1988年（栗色）       | Dyna Sash      | Royal Sash      |
| 繁殖雌馬 Fete du Vin 2000年（棗色） | 目白麥昆 1987年（灰色）          | Mejiro Titan   | Mejiro Asama    |
| 繁殖雌馬 Fete du Vin 2000年（棗色） | 目白麥昆 1987年（灰色）          | Mejiro Titan   | Cheryl          |
| 繁殖雌馬 Fete du Vin 2000年（棗色） | 目白麥昆 1987年（灰色）          | Mejiro Aurora  | Remand          |
| 繁殖雌馬 Fete du Vin 2000年（棗色） | 目白麥昆 1987年（灰色）          | Mejiro Aurora  | Mejiro Iris     |
| 繁殖雌馬 Fete du Vin 2000年（棗色） | Martha's Vineyard 1992年（棗色） | 尼真斯基       | 北地舞人        |
| 繁殖雌馬 Fete du Vin 2000年（棗色） | Martha's Vineyard 1992年（棗色） | 尼真斯基       | Falming Page    |
| 繁殖雌馬 Fete du Vin 2000年（棗色） | Martha's Vineyard 1992年（棗色） | Crooning Water | Rive Ridge      |
| 繁殖雌馬 Fete du Vin 2000年（棗色） | Martha's Vineyard 1992年（棗色） | Crooning Water | Gliding By      |
| 雌系：號族：2-n                     |                                  |                |                 |
| 五代內近親交配：北地舞人 5×4        |                                  |                |                 |

## 命名由來
名字Fateful War（フェイトフルウォー）意思為「重大戰役」。

## 外部連結
- 重大戰役 netkeiba.com
- 血統表